# Navia (kommunhuvudort)
Navia är en kommunhuvudort i Spanien.   Den ligger i provinsen Province of Asturias och regionen Asturien, i den nordvästra delen av landet, 400 km nordväst om huvudstaden Madrid. Navia ligger 38 meter över havet och antalet invånare är 9 006.
Terrängen runt Navia är kuperad söderut, men norrut är den platt. Havet är nära Navia norrut. Runt Navia är det ganska glesbefolkat, med 23 invånare per kvadratkilometer. Navia är det största samhället i trakten. I omgivningarna runt Navia växer i huvudsak blandskog.